# 菲利普·威尔逊
菲利普·威尔逊（英語：Phillip Wilson，1996年11月13日—），新西兰男子赛艇运动员。他曾代表新西兰参加2020年夏季奥林匹克运动会赛艇比赛，获得男子八人单桨有舵手金牌。